# Llagos
Llagos ist eine Ortschaft und eine Parroquia rural („ländliches Kirchspiel“) im Kanton Chunchi der ecuadorianischen Provinz Chimborazo. Die Parroquia besitzt eine Fläche von 67,03 km². Die Einwohnerzahl lag im Jahr 2010 bei 1775.

## Lage
Die Parroquia Llagos liegt in den Anden. Das Verwaltungsgebiet liegt in Höhen zwischen 1800 m und 4400 m am Nordhang eines Gebirgszugs. Weiter nördlich fließt der Río Chanchán nach Westen. Der 2660 m hoch gelegene Ort Llagos befindet sich 11 km südwestlich vom Kantonshauptort Chunchi. Die Fernstraße E35 (Alausí–Zhud) führt südlich an Llagos vorbei.
Die Parroquia Llagos grenzt im Süden und im Westen an die Provinz Cañar mit den Parroquias Juncal, Zhud und General Morales (alle drei im Kanton Cañar), im Norden an die Parroquia Huigra sowie im Osten an die Parroquia Compud.

## Geschichte
Die Parroquia Llagos wurde am 17. Juli 1945 gegründet.

## Orte und Siedlungen
In der Parroquia gibt es folgende Barrios: Barrio Central, Barrio Jesús del Gran Poder und Barrio La Dolorosa. Außerdem gibt es folgende Comunidades: Tres Cruces, Llashipa, Pabellón, Chicolugmas, Minchala, Hondonada, Pacchala, Paccha, Sagüín, Tablón, San Cristóbal, Evenecer und Angas. Des Weiteren gibt es noch die Caseríos Joyagshí und Santa Rosa.